# Eleccions al Parlament d'Andalusia de 1996
Les Eleccions al Parlament d'Andalusia de 1996 se celebraren el 3 de març. Amb un cens de 5.577.567 electors, els votants foren 4.353.877 (78,1%) i 1.223.690 les abstencions (21,9%). El PSOE guanyà novament, però sense majoria absoluta, mentre que el PP es manté estable. Aconseguí el nomenament del seu candidat, Manuel Chaves, com a president de la Junta d'Andalusia gràcies a un pacte amb els andalusistes.
- Els resultats foren:

| ← Eleccions al Parlament d'Andalusia, 1996 → |           |       |        |
| Partit                                       | Vots      | %     | Escons |
| PSOE                                         | 1.909.160 | 44,47 | 52     |
| PP                                           | 1.467.700 | 34,18 | 40     |
| Izquierda Unida-LV                           | 603.495   | 14,06 | 13     |
| PA                                           | 287.764   | 6,70  | 4      |
| PCPA                                         | 7.340     | 0,17  |        |
| Nación Andaluza                              | 5.846     | 0,14  |        |
| Partido Humanista                            | 4.339     | 0,10  |        |
| Falange Española Auténtica                   | 3.869     | 0,09  |        |
| Unión Centrista                              | 1.688     | 0,04  |        |
| Unidad Andaluza Democrática                  | 1.486     | 0,03  |        |
| Voz del Pueblo Andaluz                       | 840       | 0,02  |        |

A part, es comptabilitzaren 33.165 (0,8%) vots en blanc.

## Diputats electes
- Manuel Chaves (PSOE)
- Javier Arenas (AP)
- Pedro Pacheco (PA)
- Luis Carlos Rejón (IV-LV)